# Dechen (månekrater)
Dechen er et lille, skålformet nedslagskrater på Månen. Det befinder sig i den nordvestlige del af Oceanus Procellarum på Månens forside, nær dens nordvestlige rand, og det er opkaldt efter den tyske geolog Ernst H.K. von Dechen (1800 – 1889).
Navnet blev officielt tildelt af den Internationale Astronomiske Union (IAU) i 1935. 

## Omgivelser
Dechenkrateret ligger nordøst for Hardingkrateret, men ligger ellers ret isoleret.

## Karakteristika
Kraterranden stikker ganske lidt op over det omgivende mare, og kraterets indre er symmetrisk og næsten uden særlige træk.

## Satellitkratere
De kratere, som kaldes satellitter, er små kratere beliggende i eller nær hovedkrateret. Deres dannelse er sædvanligvis sket uafhængigt af dette, men de får samme navn som hovedkrateret med tilføjelse af et stort bogstav. På kort over Månen er det en konvention at identificere dem ved at placere dette bogstav på den side af satellitkraterets midte, som ligger nærmest hovedkrateret. Dechenkrateret har følgende satellitkratere:
| Dechen | Længde  | Bredde  | Diameter |
| ------ | ------- | ------- | -------- |
| A      | 46,0° N | 65,7° V | 5 km     |
| B      | 44,2° N | 64,3° V | 6 km     |
| C      | 45,9° N | 69,9° V | 6 km     |
| D      | 46,2° N | 60,5° V | 5 km     |

## Måneatlas
- Billeder af Dechenkrateret i LPI-måneatlasset